# Pietro Comuzzo
Pietro Comuzzo (San Daniele del Friuli, 20 febbraio 2005) è un calciatore italiano, difensore della Fiorentina.

## Biografia
È fratello gemello di Francesco Comuzzo, anch'egli calciatore.

## Caratteristiche tecniche
È un difensore centrale di piede destro, dotato di buone doti fisiche e tecniche, nonché di ottime capacità di posizionamento e lettura del gioco. È stato soprannominato Il Soldato sia per i capelli corti, sia per l'attenzione e la maturità mostrati in campo.

## Carriera

### Club

#### Gli inizi, la Fiorentina
Passato nei settori giovanili di Udinese e Pordenone, nel 2018 arriva nel settore giovanile della Fiorentina, dove compie la trafila fino alla squadra Primavera.
Nella stagione 2023-2024 viene aggregato alla prima squadra guidata da Vincenzo Italiano. Esordisce in Serie A con i Viola l'8 ottobre 2023, a 18 anni, nella vittoria allo stadio Maradona contro il Napoli. Il successivo 26 ottobre esordisce anche nelle coppe europee, sostituendo Michael Kayode nella partita vinta per 6 a 0 contro il Čukarički, nella fase a gironi della Conference League. Termina la sua prima stagione da professionista con 4 presenze in campionato.
All'inizio della stagione successiva, con il nuovo allenatore Raffaele Palladino, si impone come titolare al centro della difesa, al fianco di Luca Ranieri. Confermato tra i titolari anche con il passaggio alla difesa a tre, il 25 maggio 2025 segna il suo primo gol in carriera, contribuendo al successo per 3-2 in casa dell'Udinese che permette ai Viola di ottenere il 6º posto in campionato e qualificarsi in Conference League.

### Nazionale

#### Nazionali giovanili
Comuzzo ha rappresentato l'Italia con le nazionali giovanili Under-17, Under-18 e Under-20. 
Nell'ottobre del 2024, ha ricevuto la sua prima convocazione con la nazionale Under-21, guidata da Carmine Nunziata, in vista della partita di qualificazione al campionato europeo contro l'Irlanda.

#### Nazionale maggiore
Nel novembre 2024 riceve la sua prima convocazione in nazionale, venendo incluso dal CT Luciano Spalletti nella lista dei convocati per gli incontri di UEFA Nations League contro Belgio e Francia.

## Statistiche

### Presenze e reti nei club
Statistiche aggiornate al 25 maggio 2025.
| Stagione        | Squadra         | Campionato      | Campionato | Campionato | Coppe nazionali | Coppe nazionali | Coppe nazionali | Coppe continentali | Coppe continentali | Coppe continentali | Altre coppe | Altre coppe | Altre coppe | Totale | Totale |
| Stagione        | Squadra         | Comp            | Pres       | Reti       | Comp            | Pres            | Reti            | Comp               | Pres               | Reti               | Comp        | Pres        | Reti        | Pres   | Reti   |
| --------------- | --------------- | --------------- | ---------- | ---------- | --------------- | --------------- | --------------- | ------------------ | ------------------ | ------------------ | ----------- | ----------- | ----------- | ------ | ------ |
| 2023-2024       | Fiorentina      | A               | 4          | 0          | CI              | 1               | 0               | UECL               | 1                  | 0                  | SI          | 0           | 0           | 6      | 0      |
| 2024-2025       | Fiorentina      | A               | 33         | 1          | CI              | 1               | 0               | UECL               | 10                 | 0                  | -           | -           | -           | 44     | 1      |
| Totale carriera | Totale carriera | Totale carriera | 37         | 1          |                 | 2               | 0               |                    | 11                 | 0                  |             | 0           | 0           | 50     | 1      |

## Palmarès

### Club
- Supercoppa Primavera: 1

Fiorentina: 2022